# Кербельська битва (680)

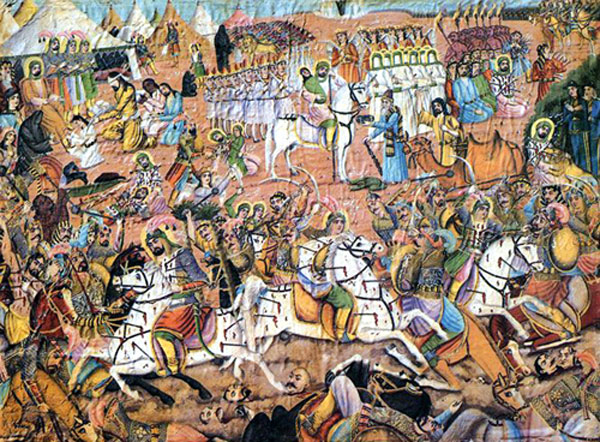

Кербельська битва — битва, що відбулася 10 жовтня 680 року між армією халіфа Язида I ібн Муавія та внуком пророка Мухаммеда Хусейном ібн Алі.
В ході битви Хуссейн був убитий разом зі своєю сім'єю. Імам Хусейн був обезголовлений солдатами Язіда. Цю трагедію шиїти відзначають щороку. Тисячі мусульман-шиїтів збираються на прощу до міста Кербела в Іраці. Його вважають одним із найсвятіших — після Мекки, Медіни, Єрусалима та Ен-Наджафа.